# Hendrik Nicolaas Cornelis van Tuyll van Serooskerken (1916-2017)
Hendrik Nicolaas Cornelis baron van Tuyll van Serooskerken, heer van Heeze, Leende en Zesgehuchten (Geldrop, 22 november 1916 – Heeze, 5 juli 2017) was een Nederlands burgemeester.

## Loopbaan
Van Tuyll studeerde rechten en ging daarna werken bij de afdeling kabinet van de provinciale griffie van Gelderland. Vanaf 1951 was hij twee jaar waarnemend burgemeester van Steenderen, ter vervanging van Jan Heersink die toen verlof had om Nederlandse emigranten naar Canada te ondersteunen. Van Tuyll van Serooskerken bracht het tot chef van het kabinet van de commissaris der Koningin in Gelderland voor zijn benoeming tot burgemeester van Doesburg (1956-1962). Daarna was hij burgemeester van Lochem (1964-1971). Hij was tevens voorzitter van de Nederlandse Kastelenstichting en de Internationale Kastelenstichting. Hij was officier in de Orde van Oranje-Nassau.
Op 22 november 2016 vierde hij op kasteel Heeze zijn 100ste verjaardag.

## Familie
Van Tuyll was de zoon van Jan Maximiliaan van Tuyll van Serooskerken, heer van Geldrop (1886-1939) en jkvr. Carolina Frederika Henriette Quarles van Ufford, vrouwe van Geldrop (1887-1972). In 1946 trouwde hij met de Belgische Micheline Marguerite Henriëtte Mathilde Halewijck de Heusch (1922-2000) met wie hij vier kinderen kreeg, onder wie politicus Sammy van Tuyll van Serooskerken. Van een verwant, Samuel John van Tuyll van Serooskerken, erfde hij kasteel Heeze in 1955.